# Manoir de Crondal
Le manoir de Crondal est un édifice situé à Gourin en France.

## Localisation
Le manoir est situé sur le territoire de la commune de Gourin, au lieu-dit Crondal, dans le département du Morbihan en région Bretagne.

## Description
Le manoir date des XVIIe et XVIIIe siècles (l'aile droite date probablement du XVIIe siècle et l'aile gauche porte la  date de 1735). Édifice à un étage carré construit en moellon en pierre de taille, toiture à longs pans ; pignon découvert.

## Historique
Le manoir est inscrit à l'inventaire général du patrimoine culturel.